# Giuliano Procacci
Giuliano Procacci (Assise, 20 décembre 1926 – Florence, 2 octobre 2008) est un historien italien marxiste.

## Biographie
Il est élève de Federico Chabod. Marxiste convaincu, il devient doyen d'histoire moderne à l'université de Cagliari, puis d'histoire contemporaine à l'université de Florence et d'histoire contemporaine à La Sapienza de Rome.
Son nom est lié aussi à des essais sur Machiavel et à de nombreux manuels d'histoire pour l'enseignement secondaire et supérieur, au recueil Storia degli italiani, commande de l'éditeur français Fayard, publié en première édition en France en 1968, puis publié par Laterza en Italie et réédité de nombreuses fois, et traduit dans d'autres langues.
Selon Giovanni Sabbatucci, son livre La classe operaia in Italia all’inizio del secolo XX est « l'un des plus beaux de Procacci et aussi le meilleur texte sur l'histoire du mouvement ouvrier qui n'ait jamais été écrit en Italie (...) ni la simple histoire de groupes dirigeants et l'éternel débat entre les tendances, ni la représentation d'une classe isolée, mythifiée dans son « autonomie », dans sa spontanéité et dans sa radicalité (comme le suggère une tendance alors en vogue). L'attention est portée sur le mouvement réel, sur la manière dont il s'articule dans ses expressions culturelles et dans ses formes organisées, celles qui donnent corps à une identité et à une pratique autrement insaisissables. Derrière tout ça, il y a aussi, bien que non explicitement énoncée, une option théorique, politique et idéale (ce qui alors n'était pas du tout évident) : une option qu'au sens large on peut définir comme réformiste (dans le sens de pragmatisme et de concret) et qu'il caractérisera plus tard aussi son militantisme politique. ».
Dans les années 1960 et 1970, il est consultant pour les disciplines historiques de la maison d'éditions Laterza, collaborant activement et avec profit avec le directeur éditorial de l'époque, Enrico Mistretta.
C'est avec son livre Storia del XX secolo (Histoire du XXe siècle), publié en 2000, qu'il a repensé l'historiographie contemporaine, partant de l'accélération de l'histoire induite par la chute du mur de Berlin et arrivant au « point d'atterrissage » donné par la mondialisation.
Dans ses dernières années, Procacci s'est occupé du débat sur le révisionnisme historique.

## Distinctions
- Grand-officier de l'ordre du Mérite de la République italienne (2003), à l'initiative du président de la république Carlo Azeglio Ciampi.

## Œuvres principales
- Classi sociali e monarchia assoluta nella Francia della prima metà del secolo XVI, Torino, Einaudi, 1955.
- Le elezioni del 1874 e l'opposizione meridionale, Milano, éditions Feltrinelli, 1956.
- Studi sulla fortuna di Machiavelli, Roma, Ist. Storico italiano per l'età moderna e contemporanea, 1965.
- Storia degli italiani, Bari, Laterza, 1968, Prix Viareggio dans la catégorie essais[2].
- La lotta di classe in Italia agli inizi del secolo XX, Roma, Editori Riuniti, 1970.
- Il partito nell'Unione sovietica. 1917-1945, Roma-Bari, Laterza, 1974.
- Il socialismo internazionale e la guerra d'Etiopia, Roma, Editori Riuniti, 1978.
- Dalla parte dell'Etiopia. L'aggressione italiana vista dai movimenti anticolonialisti d'Asia, d'Africa, d'America,Milano, Feltrinelli, 1984.
- Premi Nobel per la pace e guerre mondiali, Milano, Feltrinelli, 1989.  (ISBN 88-07-08078-8).
- Machiavelli nella cultura europea dell'età moderna, Roma-Bari, Laterza, 1995.  (ISBN 88-420-4613-2).
- Storia del mondo contemporaneo. Da Sarajevo a Hiroshima, Roma, Editori Riuniti, 1999.  (ISBN 88-359-4621-2).
- Storia del XX secolo, Milano, Bruno Mondadori, 2000.  (ISBN 88-424-9512-3).
- La disfida di Barletta. Tra storia e romanzo, Milano, Bruno Mondadori, 2001.  (ISBN 88-424-9773-8).
- La memoria controversa. Revisionismi, nazionalismi e fondamentalismi nei manuali di storia, Cagliari, AM&D, 2003.  (ISBN 88-86799-72-1).
- Carte d'identità. Revisionismi, nazionalismi e fondamentalismi nei manuali di storia, Roma-Cagliari, éd. Carocci-AM&D, 2005.  (ISBN 88-430-3300-X).